# 混ぜるな危険
『混ぜるな危険』（まぜるなきけん）は、筋肉少女帯の19枚目のシングル。2015年8月5日に徳間ジャパンコミュニケーションズから発売された。

## 概要
オリジナルシングルとしては「ツアーファイナル」以来7年ぶりで、『初回限定盤』と『通常版』の2形態でリリースされた。
初回限定盤は特典DVD付きのスリーブケース仕様で、2014年12月23日にLIQUIDROOMで行われたライブから12曲が収録されている。
CDの収録内容は、限定盤と通常盤とで同一である。
タイトル曲はTOKYO MX他で放送されたテレビアニメ『うしおととら』のオープニングテーマ曲。
筋肉少女帯の楽曲がアニメ番組の主題歌として使用されるのは「小さな恋のメロディ」以来、18年ぶり2度目となる。
通常版のジャケットには、『うしおととら』原作者の藤田和日郎描き下ろしのイラストが使用されている。

## 収録曲
1. 混ぜるな危険（4:18）
（作詞：大槻ケンヂ/作曲：本城聡章）
2. イワンのばか（'14 Live Version）（6:32）
（作詞：大槻ケンヂ/作曲：橘高文彦、筋肉少女帯）
3. ムツオさん（'14 Live Version）（6:01）
（作詞：大槻ケンヂ/作曲：内田雄一郎）
4. 釈迦（'14 Live Version）（5:03）
（作詞：大槻ケンヂ/作曲：大槻ケンヂ、内田雄一郎）
5. 混ぜるな危険 〜TV Mix Version〜（1:32）
6. 混ぜるな危険（Instrumental）（4:17）
  - Track-2、3、4：2014年12月23日 LIQUIDROOM公演より収録
  - 全編曲：筋肉少女帯

### 初回限定盤DVD
- 2014年12月23日 LIQUIDROOM公演より収録

1. 心の折れたエンジェル
2. ニルヴァナ
3. ゾロ目
4. ロシアンルーレット・マイライフ
5. 愛のリビドー（性的衝動）
6. 北極星の二人 〜内田のラブソング〜
7. ワインライダー・フォーエバー（筋少 Ver.）
8. 労働讃歌
9. 戦え！何を！？人生を！
10. トゥルー・ロマンス
11. デコイとクレーター
12. 恋の蜜蜂飛行

## 演奏者
- 大槻ケンヂ - ボーカル
- 橘高文彦 - ギター、コーラス
- 本城聡章 - ギター、コーラス
- 内田雄一郎 - ベース、コーラス
- 長谷川浩二 - ドラム（サポート）
- 三柴理 - ピアノ、FA-06（サポート）
- 扇愛奈（Foo-Shah-Zoo） - ゲストコーラス（Track-1）